# Капела Рођења Пресвете Богородице у Оштрој Глави
Капела Рођења Пресвете Богородице у Оштрој Глави, насељеном месту на територији града Врања, православни је храм који припада Епархији врањској Српске православне цркве.
Капела посвећена Рођењу Пресвете Богородице саграђена је 1989. године, прилозима мештана села Големо Село, Власе и Остра Глава и није освештана.